# 王與妃
《王與妃》（：／）是韓國KBS電視台從1998年6月6日開始，到2000年3月26日，韓國時間每星期六、日，晚上9時45分播出的大河連續劇，全劇共186集。劇情內容主要描述从朝鲜端宗即位到朝鲜世祖癸酉靖难至燕山君时期中宗反正，以燕山君的去世作为结束。

## 登場人物

### 王室
国王
- 宋在浩（송재호） 饰 朝鲜世宗李祹（太宗嫡三子）
- 全茂松（전무송） 饰 朝鲜文宗李珦（世宗嫡长子）
- 郑泰祐（정태우） 饰 朝鲜端宗李弘暐（文宗之子）
- 林东真（임동진） 饰 朝鲜世祖李瑈（世宗嫡次子）
- 李广基（이광기） 饰 朝鲜德宗（懿敬世子）李暲（世祖嫡长子）
- 李永浩（朝鲜语：주민준） 饰 朝鲜睿宗（海陽大君）李晄（世祖嫡次子）
- 李珍雨（이진우） 饰 朝鲜成宗李娎（德宗嫡次子）
- 金珉宇（김민우） 饰 李娎（幼年）
- 安在模（안재모） 饰 燕山君李隆
- 崔宇革（최우혁） 饰 朝鲜中宗李懌

王妃
- 金玟廷（김민정） 饰 端宗妃定顺王后宋氏
- 韩惠淑（한혜숙） 饰 世祖妃贞熹王后尹氏（慈圣大王大妃）
- 蔡时那（채시라） 饰 德宗妃昭惠王后韩氏（仁粹大妃）
- 京仁善（朝鲜语：경인선 (배우)） 饰 睿宗妃安顺王后韩氏
- 申智雅（신지애） 饰 安顺王后（幼年）
- 申智秀（신지수） 饰 成宗妃恭惠王后韩氏
- 金成铃（김성령） 饰 成宗废妃尹氏
- 尹智淑（윤지숙） 饰 成宗妃贞显王后尹氏
- 李诗奈（이시내） 饰 燕山君废妃慎氏

宗室
- 申久（신구） 饰 太宗长子让宁大君李禔
- 金仁泰（朝鲜语：김인태 (배우)） 饰 太宗次子孝宁大君李補
- 郑性模（정성모） 饰 世宗嫡三子安平大君李瑢
- 全炳玉（전병옥） 饰 世宗嫡四子临瀛大君李璆
- 宋扈燮（송호섭） 饰 临瀛大君子龜城君李浚
- 元锡渊（원석연） 饰 世宗嫡六子錦城大君李瑜
- 金圣洙（김성수） 饰 世宗嫡八子永膺大君李琰
- 李诚庸（이성용） 饰 世宗庶次子桂陽君李璔
- 权基宣（권기선） 饰 桂陽君夫人韩氏
- 金庆应（김경응） 饰 世宗庶八子永豊君李瑔
- 郑亨基（정형기） 饰 德宗长子月山大君李婷
- 李仁 饰 李婷（幼年）
- 李德姬 （이덕희） 饰 昇平府大夫人朴氏（月山大君之妻、朴元宗之妹）
- 朴赞焕（박찬환）  饰 睿宗子齐安大君李琄

后宫
- 金慧利（김혜리） 饰 世宗惠嫔杨氏
- 张瑞希（장서희） 饰 文宗肅嬪洪氏
- 金正兰（김정난） 饰 成宗贵人鄭金伊
- 尹宥善（윤유선） 饰 成宗贵人嚴銀召史
- 李贤景（朝鲜语：이현경 (배우)） 饰 成宗后宫
- 李慧莲（이혜련） 饰 燕山君淑容张氏（张绿水）
- 崔江熙（최강희） 饰 燕山君后宫水斤非（수근비）

### 大臣
- 赵卿焕（조경환） 饰 金宗瑞
- 李信宰（이신재） 饰 皇甫仁
- 金周映（김주영） 饰 閔伸
- 朴雄（박웅）     饰 鄭麟趾（河東府院君）
- 崔鍾元（최종원） 饰 韓明澮（上黨府院君）
- 李正吉（이정길） 饰 申叔舟（高靈府院君）
- 金甲洙（김갑수） 饰 權擥（吉昌府院君）
- 金炯逸（김형일） 饰 洪允成（仁山府院君）
- 安大勇（안대용） 饰 鄭昌孫（蓬原府院君）
- 李大路（이대로） 饰 具致寬（绫城府院君）
- 朴真星（박진성） 饰 成三問
- 金誠谦（김성겸） 饰 成勝
- 金河均（김하균） 饰 朴彭年
- 金种结（김종결） 饰 韩致亨（淸城府院君）
- 崔秉學（최병학） 饰 尹弼商（坡平府院君）
- 郑义甲（정의갑） 饰 南怡
- 宋龙台（송용태） 饰 李澄玉
- 宋在浩（송재호） 饰 洪应（益城府院君）
- 金永基 饰 李世佐
- 任革（임혁）     饰 任士洪
- 任秉基（임병기） 饰 柳子光（武灵府院君）
- 玄锡（朝鲜语：현석 (배우)） 饰 慎承善（居昌府院君）
- 崔尚勋（최상훈） 饰 慎守勤（益昌府院君）
- 车光洙（차광수） 饰 朴元宗（平城府院君）

### 其他
- 金瑞罗（김서라） 饰 韩明浍夫人闵氏
- 李智恩（朝鲜语：이지은 (배우)） 饰 韩明浍소실 향이
- 吕运计（여운계） 饰 废妃尹氏之母申氏
- 金炳基（김병기） 饰 宦官严自治
- 金镇泰（朝鲜语：김진태 (배우)） 饰 宦官田畇
- 金城汉（朝鲜语：김성환 (배우)） 饰 宦官金处善
- 安成民 饰 宦官金子猿
- 朴朱雅（朝鲜语：박주아 (배우)） 饰 定順王后尙宮
- 金甫美（朝鲜语：김보미 (1958년)） 饰 仁粹大妃尙宮